# Hollywood
Pour les articles homonymes, voir Hollywood (homonymie).
Hollywood ([ˈhɒliwʊd] ; en français : « Bois-de-Houx » ou « houssaie », constitué des éléments holly, « houx », et wood, « bois »,) est un quartier de la ville américaine de Los Angeles, en Californie, situé au nord-ouest de Downtown Los Angeles.
Du fait de sa célébrité et de son identité culturelle en tant que centre historique des studios de cinéma, le terme « Hollywood » est souvent utilisé par métonymie pour désigner le cinéma américain dans son ensemble ou plus particulièrement les activités cinématographiques californiennes. Elle porte aussi le surnom « Tinseltown », ou « Tinsel town » (littéralement : « ville clinquante ») qui fait référence au rapport qui lie l'industrie cinématographique et la société américaine à Hollywood[réf. nécessaire].
Aujourd'hui, toutefois, la plupart des sociétés de production cinématographique sont dispersées dans d'autres lieux proches, comme Westwood, Century City et West Los Angeles ; cependant, plusieurs des studios importants tels que ceux de montage, des effets visuels ou encore de postproduction demeurent toujours à Hollywood, comme les studios de Paramount Pictures.

## Présentation

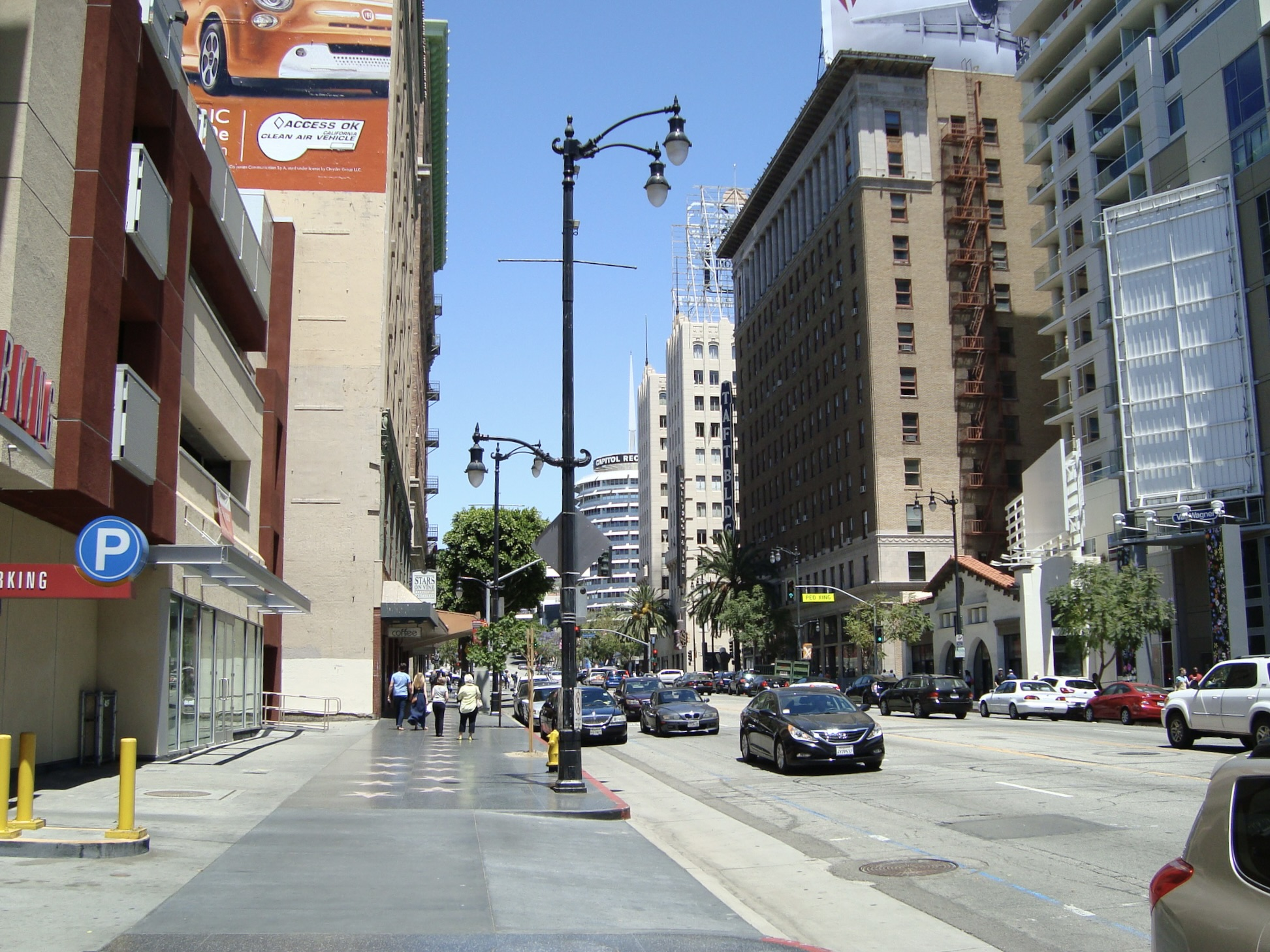
Vine Street à Hollywood.

Le quartier est réputé pour ses studios de cinéma et les sièges sociaux des grands groupes cinématographiques. En 1911, Nestor Studios est le premier studio de cinéma à s'installer à Hollywood.
Par métonymie, le mot Hollywood désigne souvent l'industrie cinématographique américaine prise dans son ensemble, compte tenu de la concentration qui fait ici la fortune de la mégapole. Cette association est cependant réductrice pour un cinéma américain qui revendique aussi des réalisateurs de la côte est, qui ne sont pas affiliés à cette industrie de l'image.

## Histoire
Dans les années 1880, un couple originaire du Kansas, Harvey Henderson Wilcox (qui a fait fortune dans l'immobilier malgré la perte de l'usage de ses jambes à cause de la fièvre typhoïde) et sa femme Daeida Wilcox Beveridge, décident de déménager depuis Topeka jusqu'à Los Angeles. En 1886, Wilcox achète 60 ha de terres dans la campagne à l'ouest de la ville, sur les contreforts du col de Cahuenga. C'est Daeida Wilcox qui choisit le nom de « Hollywood » pour sa propriété, faisant référence à une colonie d'immigrants allemands de l'Ohio, appelée ainsi. Elle en apprend l'existence lors d'un voyage en train vers l'Est en discutant avec une femme originaire de cette communauté. La sonorité du mot lui plaisant, le ranch est baptisé Hollywood.
Harvey Wilcox dessine peu de temps après un plan de la ville, qu'il complète avec les autorités du comté de Los Angeles le 1er février 1887 : c'est la première fois que le nom de Hollywood apparaît officiellement. Avec sa femme comme conseillère, il trace la rue principale à laquelle il donne le nom de Prospect Avenue (aujourd'hui Hollywood Boulevard), la bordant comme les autres avenues de toyons (arbustes). Puis, il commence à vendre par lots les terrains longeant l'avenue. Daeida lève des fonds pour la construction de deux églises, une école et une bibliothèque. Ils importent quelques houx anglais pour expliquer le nom de la ville, mais les buissons ne s'acclimatent pas et l'idée est abandonnée.
En 1900, Hollywood a un bureau de poste, son propre journal, un hôtel, deux marchés et une population d'environ 500 âmes. Los Angeles, qui compte 100 000 habitants à cette époque, est distante de 11 km de Hollywood. Les deux villes sont alors séparées par des champs d'agrumes. Une seule ligne de tramway est mise en service pour rallier Prospect Avenue à Los Angeles. Mais la qualité de service étant inconstante, le voyage dure deux heures.
C'est en 1902 qu'ouvre le célèbre Hollywood Hotel, sur le côté ouest de Highland Avenue et en face de Prospect Avenue. Cette route, jusqu'alors sale et non pavée, est rendue carrossable par la suite. L'année suivante, la ville obtient le statut de municipalité. En 1904 une nouvelle ligne de tramway est construite, ce qui diminue radicalement le temps de transport jusqu'à Los Angeles. Son nom, Hollywood Boulevard, est à l'origine du changement de nom de Prospect Avenue. L'autre raison est l'annexion de la ville par Los Angeles. En effet, en 1910, les électeurs votent son rattachement à Los Angeles, dans le but de profiter de son approvisionnement en eau plus efficace ; la ville vient en effet d'achever son aqueduc. Une autre raison de ce vote est l'accès au réseau des égouts de Los Angeles. Ainsi, à travers cette association, Prospect Avenue devient Hollywood Boulevard. Ce changement entraîne la modification de la numérotation des rues du nouveau quartier (ex : 100 Prospect Avenue, sur Vermont Avenue, devint 6400 Hollywood Boulevard, et 100 Cahuenga Boulevard, sur Hollywood Boulevard, devint 1700 Cahuenga Boulevard).

### Industrie du cinéma
Un des premiers films tournés (en partie) à Hollywood est The Count of Monte Cristo de Francis Boggs (1908).
Au cours des années 1910, Hollywood devient le principal centre de production de la nouvelle industrie cinématographique : une légende dit que les producteurs voulaient quitter la côte Est pour Hollywood afin d'échapper aux représentants du Trust Edison mais les détectives privés payés par Edison pouvaient tout aussi bien débarquer sur les tournages des studios de Hollywood et vérifier ainsi que les caméras étaient chargées de pellicules Eastman, monopole de la Motion Picture Patents Company. En réalité, une partie des producteurs était attirée par la Californie, sa luminosité et son climat ensoleillé (350 jours de soleil par an, comme l'alléguait l'office de tourisme de Los Angeles), la diversité de ses décors naturels (montagne, mer, forêt, désert), ses terrains bon marché, l'absence de syndicats (qui apparaîtront dans les années 1930), une main d'œuvre cosmopolite (Indiens, Asiatiques, Hispaniques pour des rôles de figurants). Les lieux de tournage ressemblaient à l'origine plus à des campements qu'à de véritables studios.
Début 1910, le réalisateur D.W. Griffith est envoyé par la Biograph Company sur la côte ouest des États-Unis avec sa troupe composée des acteurs Blanche Sweet, Lillian Gish, Mary Pickford ou encore Lionel Barrymore. Ils commencent à filmer sur un terrain libre à proximité de Georgia Street dans le centre de Los Angeles. Décidant de prospecter vers le nord, la troupe parvient finalement jusqu’au petit village de Hollywood où elle reçoit un accueil amical.
Griffith y réalise In Old California, le premier film entièrement tourné à Hollywood, un mélodrame mettant en scène des Mexicains occupant la Californie au début du XIXe siècle. L'équipe y reste plusieurs mois, produisant plusieurs courts métrages - le long métrage en tant que tel n'existe pas à cette époque - avant de retourner à New York. Entendant parler de ce nouvel Eldorado, plusieurs réalisateurs se rendent à l’Ouest en 1913. En 1912, Mack Sennett y fonde, sur un terrain vague, le studio Keystone qui devient le principal foyer du cinéma burlesque. Progressivement se forme une ville champignon. C'est au milieu des années 1910 que naissent les premières grandes stars du cinéma américain : Douglas Fairbanks, Florence Lawrence, Florence Turner, Mary Pickford et Charlie Chaplin, les acteurs étant jusque-là anonymes (la légende du cinéma raconte souvent que Hollywood a inventé les stars mais la firme Pathé en crée une dès 1910 avec Max Linder). Le premier long métrage, marquant la naissance de l’industrie du cinéma à Hollywood — Le Mari de l'Indienne — est dirigé par Cecil B. DeMille en 1914.
Dès lors, s'y installent de grosses sociétés de production. En 1915, c'est la Triangle Film Corporation. Fairbanks, Pickford et Chaplin s'associent en 1919 avec Griffith et William S. Hart pour former la United Artists, destinée à l'exploitation de leurs propres films. Puis, en 1925, naît la Metro-Goldwyn-Mayer. Dès 1917, avec l'augmentation des budgets (décors, figurants, costumes) et la venue de stars pour fidéliser le public, les studios ont recours au financement extérieur par des particuliers et des banques dont les prêts s'appuient sur les actifs que sont devenus les stars, les scénarios et les réalisateurs. Ils achètent des salles de cinéma dans les grandes villes du pays, des salles de première exploitation comme les nickelodéons. Durant la Première Guerre mondiale, l'industrie européenne du cinéma étant paralysée par les efforts de guerre, Hollywood devient la capitale mondiale du cinéma.
Les années 1930 voient l'expansion des cinq grandes compagnies cinématographiques que sont Paramount Pictures, Metro-Goldwyn-Mayer, Warner Bros., RKO Pictures et la Fox, avec un doublement du nombre de travailleurs permanents qui passent de 30 000 à 75 000.
À partir des années 1980, les studios de cinéma de Hollywood se diversifient en investissant dans les secteurs hôtelier, musical ou des médias.

### Communautés
- Little Armenia
- Thai Town

## Démographie
Hollywood connait une expansion démographique très soutenue au début du XXe siècle due notamment à l'urbanisation de la ville de Los Angeles. De 5 000 habitants en 1910, Los Angeles passe à 36 000 en 1920, 130 000 en 1925 et 250 000 en 1930. En 1953, le quartier hollywoodien compte 158 000 habitants, puis passe à 190 000 habitants dix ans plus tard. En 1970, un habitant sur six est d'origine latino-américaine ou asiatique. La population atteint alors 250 000 habitants, et probablement 350 000 en 1990, en raison du développement de la mégalopole de Los Angeles. Cependant en 2015, le quartier (et uniquement le quartier) compte 210 511 habitants. Le Los Angeles Times le considère comme hautement divers du point de vue ethnique, 42,2 % de la population étant hispanique, 41,0 % blanche non hispaniques, 7,1 % asiatique, 5,2 % afro-américaine et 4,5 % appartenant à une autre catégorie ethno-raciale.

## Attraits deHollywood
Hollywood est reconnu pour ses studios de cinéma ; des touristes du monde entier viennent également y admirer le fameux panneau « HOLLYWOOD », qui n'est pas à Hollywood mais dans le quartier de « Hollywood Hills ».

### Hollywood Boulevard

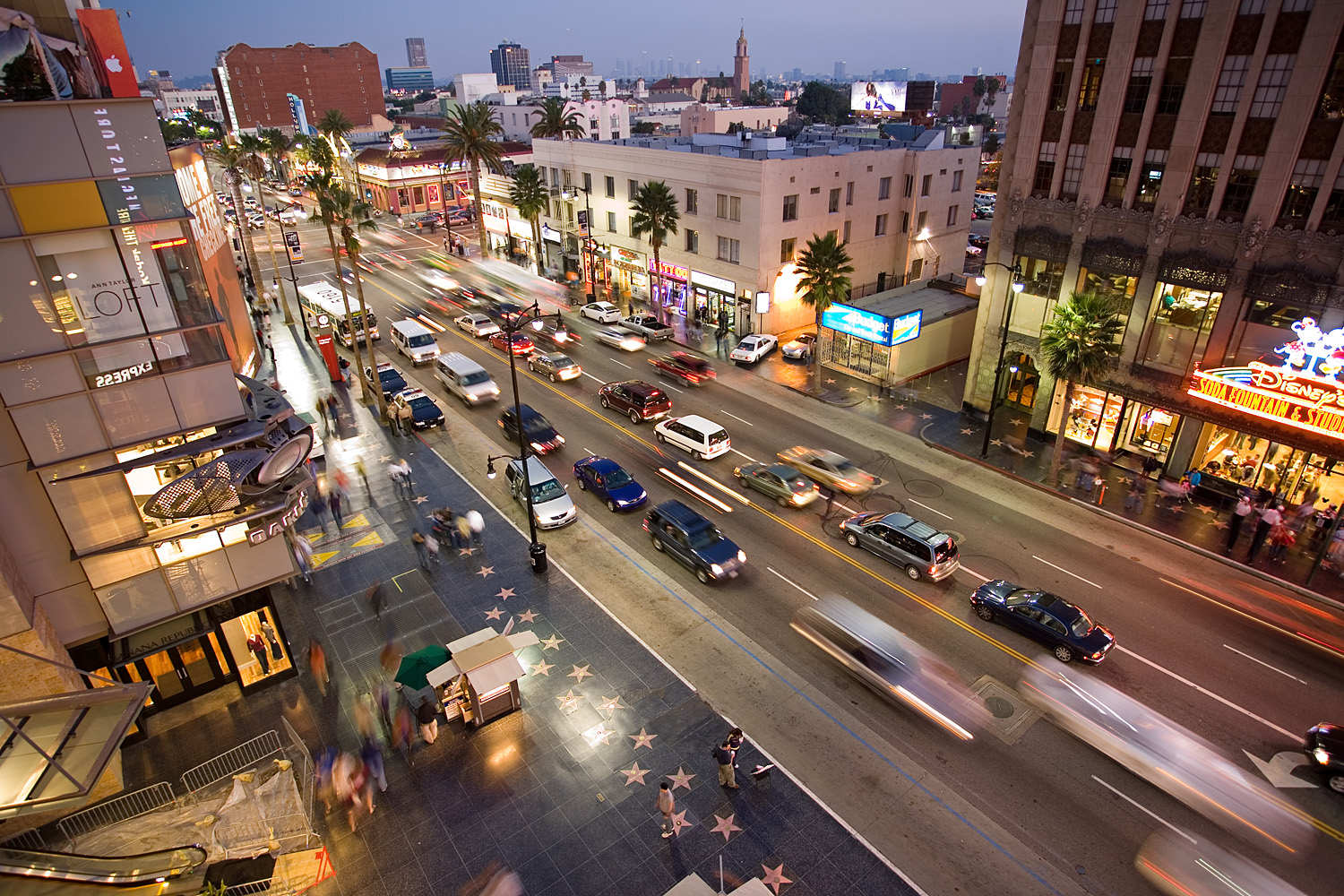
Hollywood Boulevard, depuis le théâtre Dolby.

La plus célèbre avenue de Hollywood est Hollywood Boulevard. Elle s'étend d'est en ouest depuis Vermont Avenue jusqu'à Sunset Boulevard.
Elle abrite non seulement le Hollywood Walk of Fame (les fameuses étoiles avec le nom des stars), mais également le Grauman's Chinese Theatre et le Hollywood and Highland Center où sont remis tous les ans les Oscars, récompenses du cinéma américain. Devant Grauman's, un grand nombre de stars ont également laissé leurs traces par leurs empreintes de pieds et de mains et par un autographe à Sid Grauman, patron du théâtre.

### Panneau Hollywood

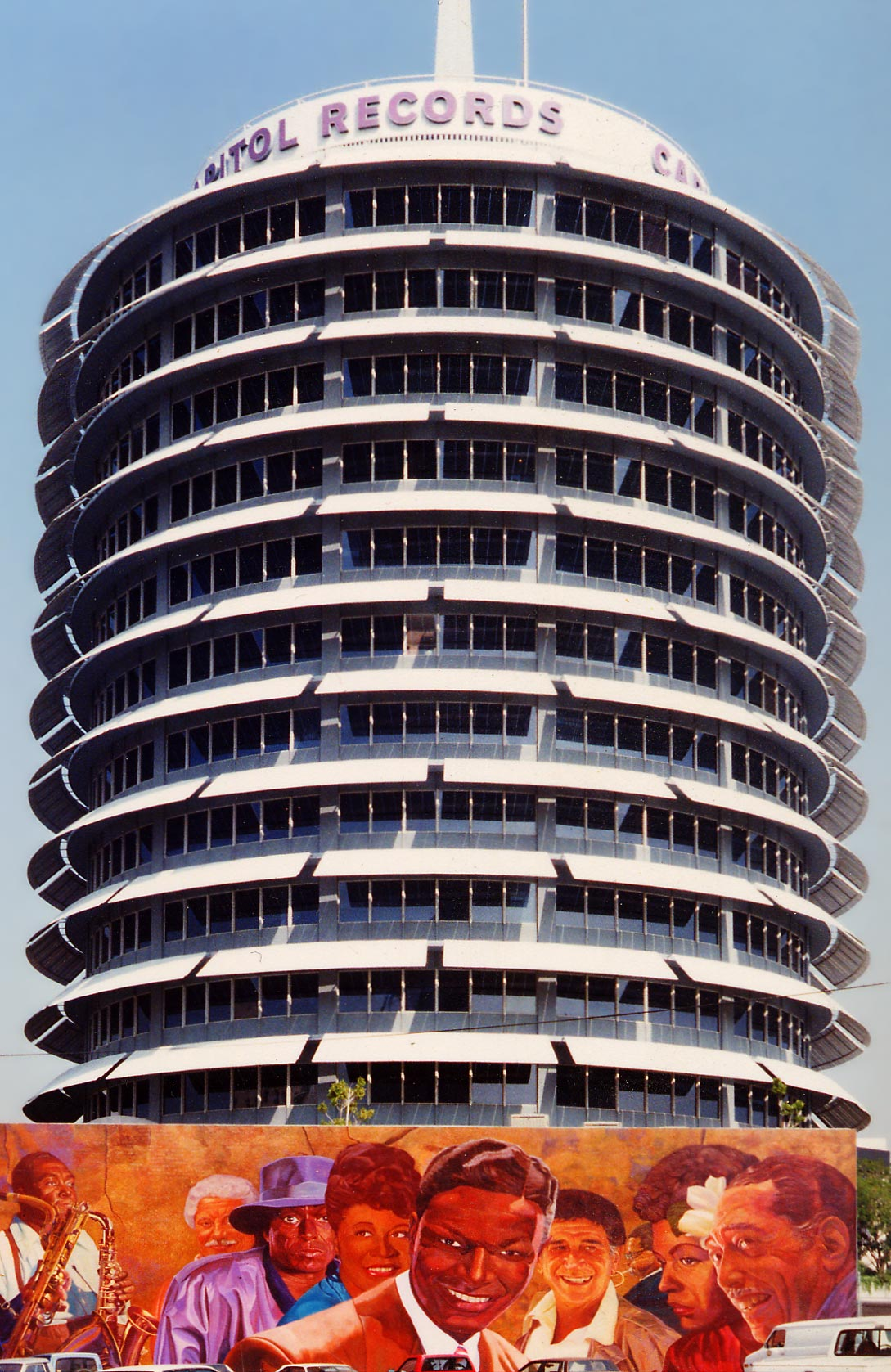
Le Capitol Records Building.

L'image qui plus caractérise l'ambiance de l'endroit est une colline située au nord de Hollywood, le mont Lee (477 mètres), affublée de gigantesques lettres formant le nom de « HOLLYWOOD ». Situé aux pieds des Hollywood Hills, il s'agissait à l'origine d'un panneau publicitaire, érigé en 1923 par des promoteurs immobiliers. Le panneau original, « HOLLYWOODLAND », qui était laissé à l'abandon, a été restauré en 1949 par la chambre de commerce de Hollywood (c'est à cette époque qu'il a perdu ses quatre dernières lettres), puis en 1978.
Ce lieu fut le théâtre du suicide d'une actrice : Peg Entwistle se jeta du haut de la lettre H en septembre 1932.

### Capitol Records Building
Le Capitol Records Building est une tour de 13 étages capable de résister aux tremblements de terre. Elle est connue pour avoir été le premier immeuble de bureaux de forme circulaire. Construite par Welton Becket pour la maison d'édition Capitol Records, elle accueille aujourd'hui plusieurs studios d'enregistrement. Son architecture rappelle une pile de vinyles 45 tours sur un plateau de tourne-disques.

## Mots-valises formés sur Hollywood
Hollywood a donné un certain nombre de mots-valises pour désigner les productions cinématographiques abondantes de certains pays ou États (pour l’Inde) :
- Bollywood : cinéma à tendance musicale en hindi tourné à Bombay (État indien du Maharashtra) ;
- Chinawood : cinéma de la Chine, et spécialement les studios de Hengdian World Studios et ceux de Qingdao Oriental Movie Metropolis (en) ;
- Ghallywood : cinéma du Ghana ;
- Jollywood : cinéma en assamais tourné à Jyoti Chitraban (État indien de l’Assam) ;
- Vinewood : quartier de Los Santos, présentant toutes les caractéristiques de Hollywood et destiné à le parodier dans les jeux Grand Theft Auto V et Grand Theft Auto : San Andreas ;
- Kollywood : cinéma en tamoul tourné dans les studios de Kodambakkam à Chennai, ancienne Madras (État indien du Tamil Nadu) ;
- Lollywood : cinéma pakistanais tourné à Lahore ;
- Mollywood : cinéma en malayalam (État indien du Kerala) ;
- Nollywood : cinéma du Nigeria ;
- Ollywood : cinéma en odia (langue de l'État indien de l’Odisha) ;
- Pokéwood : Lieu de la région d'Unys, inspiré de Hollywood dans les jeux Pokémon Noir 2 et Blanc 2 ;
- Punjwood : cinéma en pendjabi (langue de l'État indien du Pendjab)[14] ;
- Sandalwood : cinéma en kannada (langue de l'État indien du Karnataka) ;
- Tollywood, qui désigne deux genres :
  - le cinéma en bengali tourné à Tollygunge (Calcutta, État indien du Bengale-Occidental)’
  - les films en télougou (langue de l'État indien de l’Andhra Pradesh),
- Wakaliwood : production ugandienne à Natete[15].
- Babywood : Cinéma Ivoirien tourné à Abidjan.